# Bába z ledu
Bába z ledu je český film režiséra Bohdana Slámy z roku 2017 o vztazích mezi lidmi tří generací v jedné rodině. V ději má podstatné místo zimní otužování ve Vltavě, které při natáčení podstoupili i herci hlavních rolí. Film získal Českého lva za nejlepší film, režii, scénář (Bohdan Sláma), mužský herecký výkon v hlavní roli (Pavel Nový), ženský herecký výkon v hlavní (Zuzana Kronerová) a vedlejší roli (Petra Špalková).
V září 2017 Česká filmová a televizní akademie doporučila film k nominaci na Oscara v kategorii nejlepší zahraniční cizojazyčný film. Do užšího výběru devíti snímků se nedostal. Při vysílání filmu ve Slovenské televizi byla vystřižena jedna intimní scéna, což režisér Bohdan Sláma kritizoval.

## Děj
Ovdovělá důchodkyně Hana oddaně pomáhá a slouží rodinám svých dvou dospělých synů, kteří nadále žijí ve svém sobeckém světě, na nějž si navykli v dětství, a přitom si vůbec neuvědomují samotu své matky. Synové s manželkami a dětmi se u ní ve vile scházejí na pravidelných sobotních obědech a Hana se o všechny obětavě stará. Na jedné procházce s vnukem kolem Vltavy se Hana seznámí se skupinou sportovních otužilců a díky nim vstoupí do světa odlišných postojů, nadšení a bezprostřednosti. Po setkání s otužilcem Broňou začíná pozvolna měnit svůj stereotypní život, který se doposud točil výhradně kolem její rodiny, prožije lásku i zklamání a pozná pomoc nových přátel. Dokáže v sobě najít vnitřní sílu ke vzdoru a vzpouře a zbavit se role nesebevědomé, věčně sloužící matky. Příběh popisuje nelehké vztahy mezi třemi generacemi v rodině a přináší naději, že život lze vzít do vlastních rukou v jakémkoli věku.

## Obsazení
| Zuzana Kronerová   | Hana       |
| Pavel Nový         | Broňa      |
| Daniel Vízek       | Ivánek     |
| Václav Neužil      | Ivan       |
| Tatiana Vilhelmová | Kateřina   |
| Petra Špalková     | Věra       |
| Marek Daniel       | Petr       |
| Alena Mihulová     | Zuzana     |
| Marie Ludvíková    | Květa      |
| Luboš Veselý       | Ludva      |
| Josef Ježek        | Bohouš     |
| Božena Černá       | Boženka    |
| Jiří Kuřina        | vedoucí    |
| Petr Kocián        | komentátor |

## Ocenění
Český lev 2017

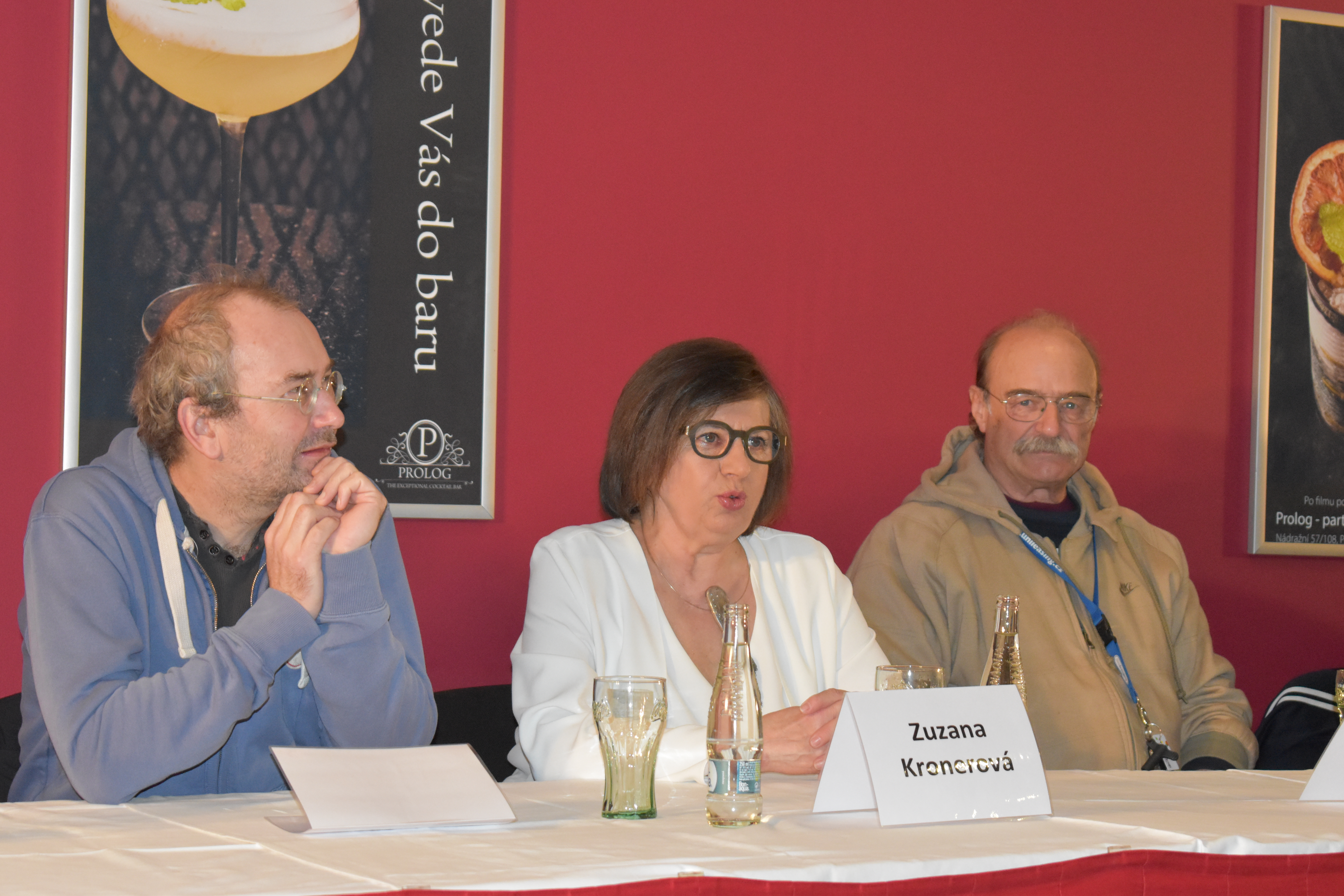
Režisér Bohdan Sláma s hlavními protagonisty Zuzanou Kronerovou a Pavlem Novým na tiskové konferenci v roce 2017

- nejlepší film (Petr Oukropec, Pavel Strnad)
- nejlepší režie (Bohdan Sláma)
- nejlepší scénář (Bohdan Sláma)
- nejlepší ženský herecký výkon v hlavní roli (Zuzana Kronerová)
- nejlepší mužský herecký výkon v hlavní roli (Pavel Nový)
- nejlepší ženský herecký výkon ve vedlejší roli  (Tatiana Dyková, Petra Špalková)

Ceny české filmové kritiky 2017
- nejlepší scénář (Bohdan Sláma)
- nejlepší ženský herecký výkon v hlavní roli (Zuzana Kronerová)

Tribeca Film Festival 2017
- nejlepší scénář v zahraničním filmu (Bohdan Sláma)

Slnko v sieti 2018
- nejlepší ženský herecký výkon v hlavní roli (Zuzana Kronerová)

## Recenze
- Mirka Spáčilová, iDNES.cz  Ještě to jde, ukazuje Bába z ledu. Má co říct a dělá to vtipně.
- Martin Svoboda, Aktuálně.cz Slámova Bába z ledu neví, co chce být. Možná záměrně, ale kdo se v ní má vyznat?
- Tomáš Seidl, iHNed.cz Ledy se hnuly a režisér Sláma do kin přivedl silnou ženu
- Marcel Kabát, Lidovky.cz Bába z ledu je chvála otužování a drůbeže
- František Fuka, FFFilm  Bába z ledu
- Iva Přivřelová, E15  Slámova Bába z ledu roztává pouze díky Kronerové
- Karolína Černá, Kritiky.cz  Bába z ledu má křehké srdce
- EuroZprávy.cz Bába z ledu aneb stáří není nemoc Archivováno 23. 7. 2018 na Wayback Machine.
- Kristýna Čtvrtlíková, Informuji.cz  Bába z ledu řeší dilema mezi nečekanými city a vazbou ke znesvářené rodině